# Nagrody Gildii Producentów i Reżyserów Telewizyjnych 1957
Nagrody Gildii Producentów i Reżyserów Telewizyjnych 1957 – trzecia edycja Nagród Gildii Producentów i Reżyserów Telewizyjnych, od 1976 roku znanych jako Nagrody Telewizyjne Akademii Brytyjskiej, zorganizowana w 1957 roku. Nie ogłoszono nominowanych, a jedynie zwycięzców. 
Była to ostatnia edycja Nagród przed połączeniem Gildii z Brytyjską Akademią Filmową. Nowa organizacja przyjęła nazwę Towarzystwa Sztuk Filmowych i Telewizyjnych, zaś od 1958 przyznawała swoje Nagrody Telewizyjne, będące kontynuacją Nagród Gildii. 

## Lista laureatów
- Najlepszy aktor: Michael Gough
- Najlepsza aktorka: Rosalie Crutchley(inne języki)
- Najlepsza osobowość: Christopher Chataway
- Najlepszy scenarzysta: Spike Milligan(inne języki)
- Najlepszy producent: Joy Harington(inne języki)
- Najlepszy scenograf: Reece Pemberton